# ハワード・シュルツ
ハワード･シュルツ（Howard Schultz, 1953年7月19日 - ）は、アメリカ合衆国ニューヨーク出身の実業家。世界的なコーヒーショップチェーン・スターバックスコーポレーションを成長させた人物として知られる。同社の元会長兼社長兼CEO。

## 概要
ニューヨーク・ブルックリン生まれ、両親はユダヤ系ドイツ人移民のアメリカ人で、退役軍人の子として生まれた。
幼いころから苦しい暮らしの中で育ったが、アメリカンフットボールの特待生としてノーザン・ミシガン大学に進学。卒業後、ゼロックスに入社。その後雑貨会社の副社長に転じ、そこで、コーヒーメーカーを大量に仕入れたスターバックス社を知り、1982年に入社。当時は4店舗であった。1985年独立し、エスプレッソ小売店を創業、1987年400万ドルでスターバックス社を買収した。
シアトルの一コーヒーショップに過ぎなかったスターバックスを、世界的な規模に成長させた中興の祖。
2006年まで、シアトル・スーパーソニックスのオーナーであった。
2018年6月26日、スターバックス会長を辞任。以後、2020年アメリカ合衆国大統領選挙へ出馬する可能性が報道されるようになり 、2019年1月29日には、中道派の無所属候補として出馬することを真剣に検討しているとコメント。しかし、 同年6月12日、術後のリハビリに専念するため、出馬の検討を中断すると発表し、同年9月7日、見送りを表明した。

## 発言

### 政治的スタンス
ドナルド・トランプ大統領に対しては、政権運営の在り方や法人税減税の施策を非難する一方、政界にいなかった者でも大統領に立候補し得ることを証明したと評している。また、アメリカ民主党の医療保険制度改革については、余りにも左派的であるとして批判している。

## テレビ出演
- 日経スペシャル カンブリア宮殿 貧しい家庭に育った男は、コーヒーで世界を制した！ 世界企業・スターバックスの真相（2012年4月12日、テレビ東京）[7]

## 書籍

### 著書
- 『スターバックス成功物語』（共著者:ドリー・ジョーンズ・ヤング、訳者:小幡照雄 大川修二）（1998年4月27日、日経BP社）ISBN 9784822241131
- 『スターバックス再生物語 つながりを育む経営』（共著者:ジョアンヌ・ゴードン、訳者:月沢李歌子）（2011年4月20日、徳間書店）ISBN 9784198631505